# Parnassia filchneri
Parnassia filchneri är en benvedsväxtart som beskrevs av Oskar Eberhard Ulbrich. Parnassia filchneri ingår i släktet Parnassia och familjen Celastraceae. Inga underarter finns listade.